# Svizzera ai Giochi della XIV Olimpiade
La Svizzera partecipò ai Giochi della XIV Olimpiade, svoltisi a Londra, Regno Unito, dal 29 luglio al 12 agosto 1948, con una delegazione di 181 atleti impegnati in diciannove discipline.

## Medagliere

### Per discipline
| Sport            | Oro | Argento | Bronzo | Totale |
| ---------------- | --- | ------- | ------ | ------ |
| Ginnastica       | 3   | 4       | 2      | 9      |
| Tiro             | 1   | 1       | 0      | 2      |
| Equitazione      | 1   | 0       | 0      | 1      |
| Canottaggio      | 0   | 2       | 0      | 2      |
| Lotta libera     | 0   | 1       | 2      | 3      |
| Atletica leggera | 0   | 1       | 1      | 2      |
| Scherma          | 0   | 1       | 0      | 1      |
| Totale           | 5   | 10      | 5      | 20     |

### Medaglie
| Medaglia | Atleta | Sport            | Evento                           |
| -------- | --- | ---------------- | -------------------------------- |
| Oro      | Hans Moser | Equitazione      | Dressage individuale             |
| Oro      | Michael Reusch                                                                                                   | Ginnastica       | Parallele simmetriche            |
| Oro      | Josef Stalder | Ginnastica       | Sbarra                           |
| Oro      | Karl Frei | Ginnastica       | Anelli                           |
| Oro      | Emil Grünig | Tiro             | Carabina 300 metri tre posizioni |
| Argento  | Gaston Godel | Atletica leggera | Marcia 50 km                     |
| Argento  | Hans Kalt Josef Kalt                                                                                             | Canottaggio      | Due senza maschile               |
| Argento  | Rudolf Reichling Erich Schriever Emil Knecht Peter Stebler Tim: André Moccand                                    | Canottaggio      | Quattro con maschile             |
| Argento  | Walter Lehmann Josef Stalder Christian Kipfer Emil Studer Robert Lucy Michael Reusch Melchior Thalmann Karl Frei | Ginnastica       | Concorso a squadre maschile      |
| Argento  | Walter Lehmann                                                                                                   | Ginnastica       | Concorso individuale maschile    |
| Argento  | Walter Lehmann                                                                                                   | Ginnastica       | Sbarra                           |
| Argento  | Michael Reusch                                                                                                   | Ginnastica       | Anelli                           |
| Argento  | Fritz Stöckli | Lotta libera     | Pesi medio-massimi               |
| Argento  | Oswald Zappelli                                                                                                  | Scherma          | Spada individuale maschile       |
| Argento  | Rudolf Schnyder                                                                                                  | Tiro             | Pistola 50 metri                 |
| Bronzo   | Fritz Schwab | Atletica leggera | Marcia 10000 metri               |
| Bronzo   | Christian Kipfer                                                                                                 | Ginnastica       | Parallele simmetriche            |
| Bronzo   | Josef Stalder | Ginnastica       | Parallele simmetriche            |
| Bronzo   | Adolf Müller | Lotta libera     | Pesi piuma                       |
| Bronzo   | Hermann Baumann                                                                                                  | Lotta libera     | Pesi leggeri                     |

## Risultati

### Pallacanestro
| Atleta | Classifica |
| --- | ---------- |
| V · D · M Nazionale svizzera - Pallacanestro ai Giochi della XIV Olimpiade 3 Stockly · 4 Gujer · 5 Pollet · 6 Chollet · 7 Chevalley · 8 Albrecht · 9 Bossy · 10 Geiser · 11 Tribolet · 12 Landini · 13 Paré · 14 Dutoit · 15 Baumann · 16 Piaget · All. André Mottier | 21°        |
| Nazionale svizzera - Pallacanestro ai Giochi della XIV Olimpiade |            |
| 3 Stockly · 4 Gujer · 5 Pollet · 6 Chollet · 7 Chevalley · 8 Albrecht · 9 Bossy · 10 Geiser · 11 Tribolet · 12 Landini · 13 Paré · 14 Dutoit · 15 Baumann · 16 Piaget · All. André Mottier                                                                            |            |

### Pallanuoto
| Atleta | Classifica |                     |
| --- | --- | ------------------- |
| V · D · M Nazionale maschile svizzera di pallanuoto · Giochi olimpici - Londra 1948 Grosjean • Klumpp • E. Hauser • G. Hauser • Sauer • Weibel • Keller • H. Burri • W. Marty • Vaterlaus · CT : - | 13° |                     |
| Nazionale maschile svizzera di pallanuoto · Giochi olimpici - Londra 1948 | |                     |
| Grosjean • Klumpp • E. Hauser • G. Hauser • Sauer • Weibel • Keller • H. Burri • W. Marty • Vaterlaus · CT: -                                                                                      | Grosjean • Klumpp • E. Hauser • G. Hauser • Sauer • Weibel • Keller • H. Burri • W. Marty • Vaterlaus · CT: - | Svizzera (bandiera) |